# Puente nuevo de Confluencia
El Puente nuevo de Confluencia es un viaducto ubicado sobre el río Ñuble, cual une a los pueblos de Confluencia y Quinchamalí, de la comuna de Chillán, con el sector de Cucha Cucha de la comuna de Portezuelo. Fue inaugurado a mediados de noviembre de 2016 con el fin de reemplazar el tráfico vehicular existente en el Puente viejo de Confluencia, cual más tarde sería declarado Monumento nacional.